# California State Prison, Solano
California State Prison, Solano, tidigare California Medical Facility-South, är ett delstatligt fängelse för manliga intagna och är belägen i den södra delen av staden Vacaville i Kalifornien i USA. Den ligger granne med ett annat fängelse California Medical Facility (CMF). Fängelset förvarar intagna som är klassificerade för säkerhetsnivån "medel". Solano har en kapacitet på att förvara 2 594 intagna men för den 27 april 2022 var det överbeläggning och den förvarade 3 255 intagna.
Fängelset uppfördes 1984 som California Medical Facility-South och var då en del av grannfängelset CMF. Någon gång mellan 1992 och 1994 blev de två skilda fängelser.
Personer som varit intagna på Solano är bland andra Sanyika Shakur.